# أيومي أويا
أيومي أويا (大矢 歩) (8 نوفمبر 1994 في ميدوري في اليابان – )؛ هي لاعبة كرة قدم كانت تلعب كمهاجم. ولعبت مع منتخب اليابان لكرة القدم للسيدات.

## وصلات خارجية
- أيومي أويا على موقع قاعدة بيانات كرة القدم.إي يو (الإنجليزية)
- أيومي أويا على موقع Soccerway.com (الإنجليزية)
- أيومي أويا على موقع عالم كرة القدم.نت (الإنجليزية)